# Табан на коло
Табан на коло (енгл. wheellock) је врста механизма за опаљивање код примитивног ручног ватреног оружја - пиштоља, аркебуза и мускета, који се користио у 16. и 17. веку. Овај механизам пали барутно пуњење варницама изазваним трењем назубљеног гвозденог точкића о пирит (кремен). Пушке са таквим табаном добиле су касније назив колашице.

## Развој
Табан је механизам за опаљење барутног пуњења код ручног спорометног ватреног оружја које се пуни спреда (аркебуза, мускета). У почетку реч табан означавала је само дашчицу (у облику стопала) која је повезивала делове за опаљење, а касније се тим именом називао цео механизам за опаљење. Табан се намештао са стране задњег дела цеви и усадника, поред фаље. Развој табана текао је упоредо са развојем ручног ватреног оружја и утицао је на побољшање сигурности и брзине гађања. Врсте и облици табана зависили су од времена и места израде. Разликују се 4 основна механизма опаљивања: табан на фитиљ, на коло, на кремен и на капислу.

### Историја
Претпоставља се да се табан на коло појавио почетком 16. века у јужној Немачкој. Најраније сачуване илустрације табана на коло сачуване су у једном рукопису из Нирнберга написаном 1505. године, а нађене су и у свескама Леонарда да Винчија у Милану. Ипак, масовна производња почела је касније: у Италији од 1522, а у Нирнбергу тек од 1525. Ширење колашица успорио је немачки цар Максимилијан (владао 1493-1519) који је забранио производњу и ношење овог оружја царским едиктом из 1517, пошто се за разлику од фитиљача, могло носити скривено, па је било популарно међу криминалцима. У Немачкој је забрана укинута после Максимилијанове смрти (1519), мада је у Нирнбергу забрана ношења још била на снази 1532, а у Млетачкој републици тек 1542, пошто су власти закључиле да су се разбојници већ масовно наоружали колашицама и поред забране, што је ишло на штету поштених грађана. Колашице се масовно појављују на бојиштима после 1540: Турци су заробили неколико комада после предаје Стоног Београда (1543), а немачка коњица (најпре названа пистољери, касније рајтери), их масовно користи у рату против Француске (1544) и Шмалкалдском рату (1546). Француска коњица коначно одбацује копља и усваја пиштоље од 1558. Иако је ефикасан домет пиштоља колашица због кратке цеви и мале прецизности био веома мали (француски извори наводе свега 5-10 метара) био је свакако већи од дужине коњичких и пешадијских копаља и идеалан за нападе коњице на постројену пешадију и коњичку борбу у мешавини, где се пуца из непосредне близине.
Ово оружје било је релативно скупо за оно време: у Енглеској, пиштољ колашица коштао је од 12 (1546) до 14,5 шилинга (1559), док је шпанска мускета (1590) коштала 20 шилинга, више од месечне плате мускетара. Са друге стране, пиштољи колашице били су јефтини у поређењу са другом опремом коњаника, пошто је јахаћи коњ у Енглеској 1557-1561. коштао 93 шилинга и 9 пенија. Тако су коњаници 16. века (рајтери), ако су могли да приуште коња и олоп, комотно могли да приуште по 2-3 пиштоља, а неки су носили чак и по 7.

## Механизам
Састојао се од табанске дашчице, чанка с поклопцем, ороза с кременом, челичног назубљеног точкића, система полуга са опругом и обараче. Точкић је пролазио кроз чанак, а кремен у орозу је налегао на точкић који се кључем навијао за 3/4 круга. Пред гађање се подигне поклопац чанка, наспе припала и спусти ороз с кременом на точкић. Притиском на обарачу точкић се брзо окреће (ланцем или опругом) и својом назубљеном ивицом трља о комад пирита, стварајући тако варнице којима се пали припала у чанку. Припала кроз фаљу пали барут у цеви оружја.

### Предности и мане
У односу на табан на фитиљ, овакав табан је сигурније палио и није стварао дим, али је имао и неколико крупних недостатака (брзо трошење кремена, често заглављивање точкића од остатака сагорелог барута, скупа израда-због сложености), па је углавном употребљаван само за пушке којим је била наоружана гарда владара и племића и за пиштоље, нарочито у коњици. Да би се обезбедила још већа сигурност опаљења, било је оружја и са два таква табана, или са табаном на коло и табаном на фитиљ. Пошто је било веома скупо заменити све фитиљаче колашицама, у војскама 16. и 17. века оба ова система употребљавана су напоредо док их почетком 18. века нису замениле ефикасније кремењаче.